# Jabal Qihwi

Jabal Qihwi, en árabe: جبل قهوي (1.735 m s. n. m.), también conocido como Jabal Qa'wah, junto con el Jabal Al Harim (2.087 m s. n. m.) y el Jabal Bil Ays / Jebel Jais (1.911 m s. n. m.), son las tres montañas más altas y representativas de la Gobernación de Musandam, en Omán. 
Jabal Qihwi tiene una prominencia de 1.435 metros y un aislamiento topográfico de 23,36 kilómetros, y se eleva en la zona central del límite occidental de la cuenca hidrográfica de Karsha / Wadi Khabb Shamsi. 
Su cima se encuentra en la línea divisoria de las aguas, entre las cuencas del Wadi Khabb Shamsi (que vierte hacia el Golfo de Omán) y del Wadi Bih, que tiene sus principales fuentes de origen en la vertiente meridional y oriental del Jabal Al Harim (2.087 m s. n. m.), también en la Gobernación de Musandam (Omán), y vierte hacia el Golfo Pérsico, desembocando en territorio de Emiratos Árabes Unidos.
La empinada arista de la montaña, dividida en escalones cortos y pronunciados, contiene dos cimas relevantes: la cima norte (Jabal Qihwi), y una cima menor situada 450 m al sur, en la que hay una estación meteorológica, denominada en algunos mapas Jabal Khabb, con una elevación de 1.708 m s. n. m.. 

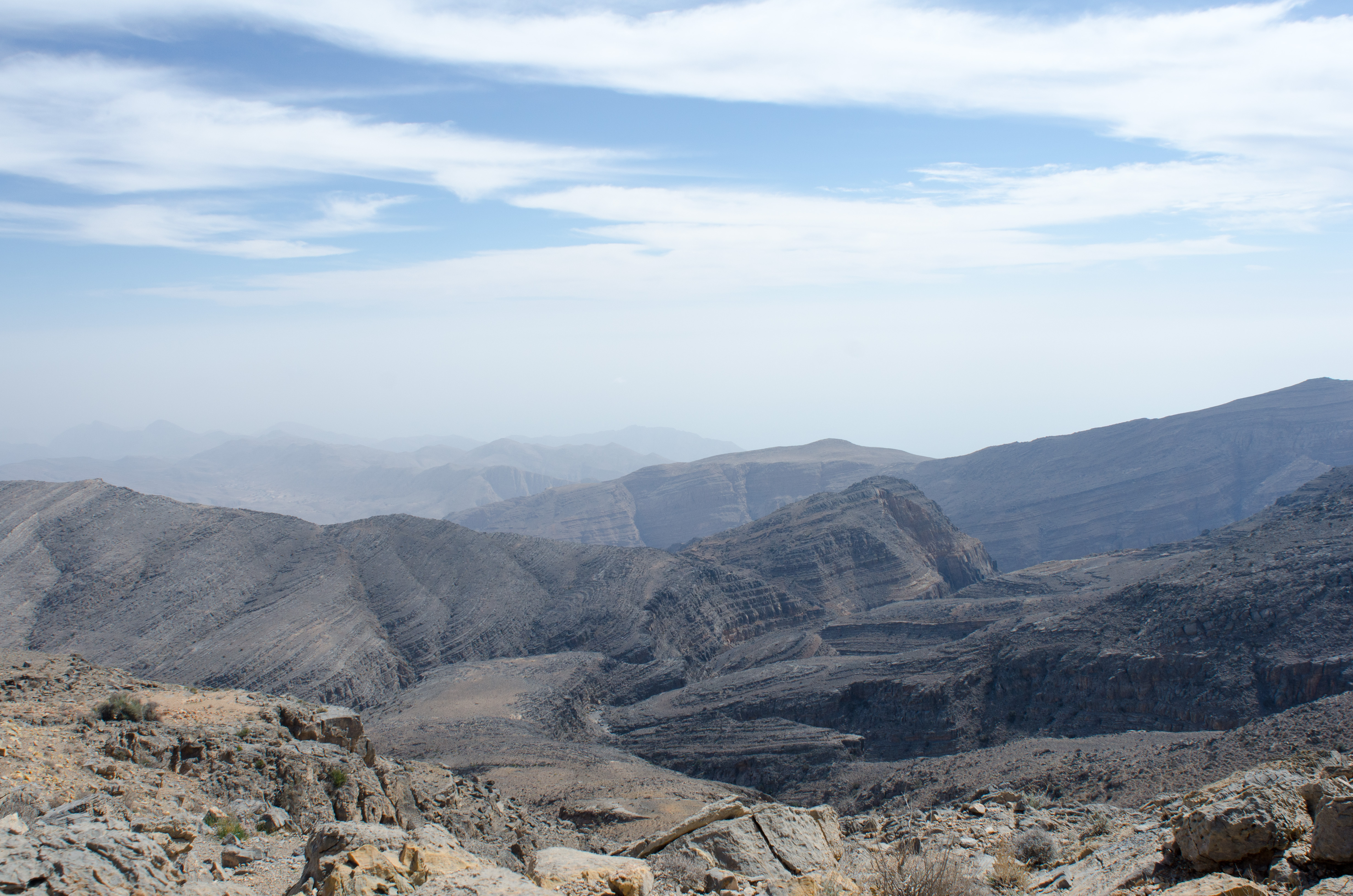
Jabal Qihwi, en la línea divisoria de las aguas, entre las cuencas del Wadi Khabb Shamsi y del Wadi Bih

A 6 km al norte de Jabal Qihwi se encuentra la aldea y paso de montaña de Aqabat al Asu / Aqabat Oso, situado también en la línea divisoria de aguas, a 940 m s. n. m..
Por este puerto de montaña pasa una carretera de tierra de 36 kilómetros, denominada Wadi Khabb Shamsi Road, que se inicia en Dibba Al-Baya, y finaliza en la Wadi Bih - Ras Al Khaimah Road (ambos extremos en la Gobernación de Musandam, Omán), y puede ser utilizada para el tránsito con vehículos todo terreno. La ruta emplea para su trazado buena parte del lecho del Wadi Khabb Shamsi y de alguno de sus afluentes, y para cruzar la cordillera supera un desnivel positivo acumulado de 1.750 metros y un desnivel negativo de 1.500 metros.

## Toponimia

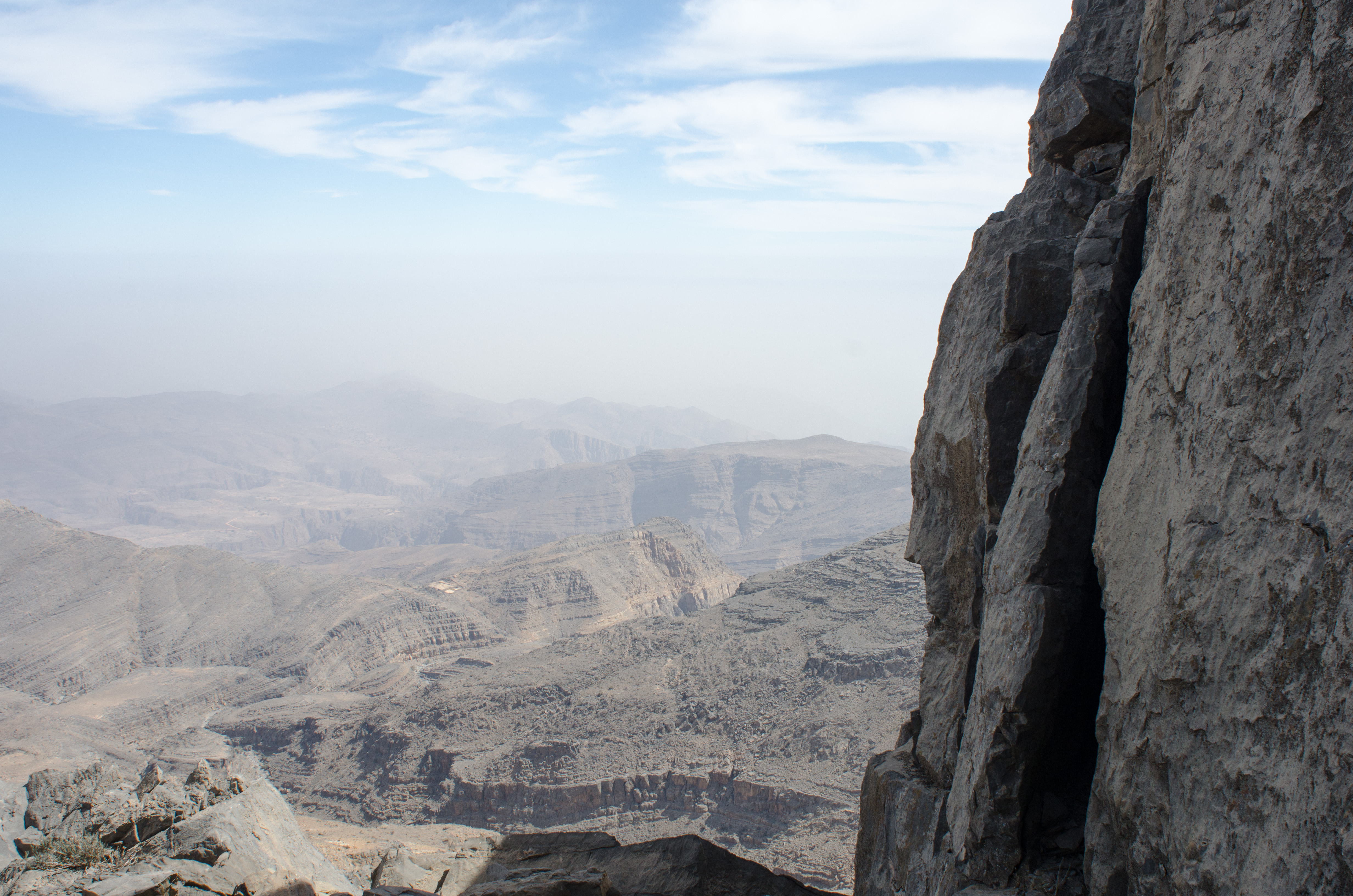
Jabal Qihwi, empinada arista dividida en escalones cortos y pronunciados

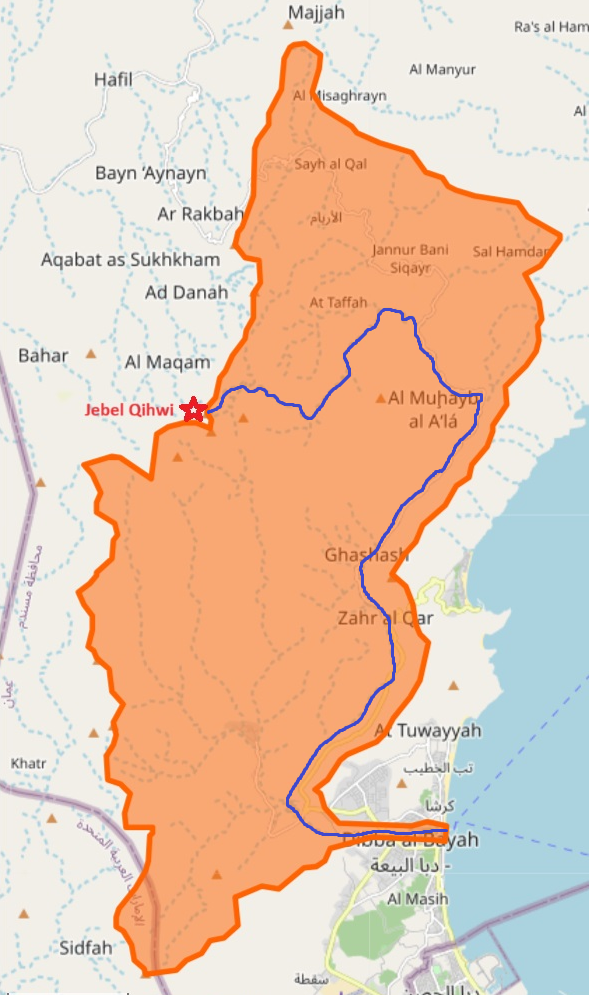
Jabal Qihwi, es el punto más elevado de la cuenca de drenaje del Wadi Khabb Shamsi. Mapa procedente de OpenStreetMap (Standard)

Nombres alternativos: Jabal Kawa, Jabal Qa`wa, Jabal Qa`wah, Jabal Qa‘wa, Jabal Qa‘wah, Jabal Qihwi, 	
Jebel Qihwi, Jebel Qa‘wah, Jabal Qa'wah, Jabal Qa'awah.
El nombre del Jabal Qihwi (con la grafía Jabal Qa'wah y Jabal Qa'awah) aparece registrado en los documentos y mapas elaborados entre 1950 y 1960 por el arabista británico, cartógrafo, militar y diplomático Julian F. Walker, con motivo de los trabajos realizados para el establecimiento de las fronteras entre los entonces denominados Estados de la Tregua, completados más tarde, por el Ministerio de Defensa del Reino Unido, con mapas a escala 1:100 000 publicados en 1971, y en otros documentos anteriores custodiados en los Archivos Nacionales del Reino Unido.

## Población
El área geográfica del Jabal Qihwi estuvo poblada históricamente por la tribu seminómada Shihuh, sección de Bani Shatair (en árabe: بني شطير‎), una de las dos secciones principales de la tribu, que ocupaba, entre otros territorios, las zonas tribales de Maqadihah y Dihamara.